# Трибалия
Трибалия е историческа област, населявана през Античността от тракийското племе трибали. Областта обхваща района между реките Дунав и Янтра на север и изток, Поморавието на запад. На юг от Трибалия са разположени землища на други тракийски племена.
В 1 век, Клавдий Птолемей отбелязва, че землището на трибалите, т.е. Трибалия обхваща територия между реките Цибрица и Вит с главен град Улпия Ескус, т.е. западната част на Долна Мизия. Често трибалите и Трибалия се отъждествяват в исторически контекст със сърбите и Сърбия, като тези трактовки се позовават единствено на Лаоник Халкокондил от 15 век, който често в историческите си съчинения, достигнали до нас, прибягва до архаизми (мизи, илири и т.н.) за означение поданиците на отделните владетели, без да влага етнически смисъл в съдържанието им.